# Kunzeana versicolora
Kunzeana versicolora är en insektsart som beskrevs av Ruppel och Delong 1951. Kunzeana versicolora ingår i släktet Kunzeana och familjen dvärgstritar. Inga underarter finns listade i Catalogue of Life.